# Scotty Bowman
William Scott Bowman, detto Scotty (Montréal, 18 settembre 1933), è un allenatore di hockey su ghiaccio canadese.
È l'allenatore più vincente nella storia della NHL: 1224 vittorie nella Regular season e 223 nei play off. Nella sua carriera ha allenato St. Louis Blues, Montreal Canadiens, Buffalo Sabres, Pittsburgh Penguins e Detroit Red Wings.
È anche il capo allenatore che si è aggiudicato più Stanley Cup, nove: 5 coi Canadiens (1973, 1976, 1977, 1978, 1979), una coi Penguins (1992) e tre con Detroit (1997, 1998 e 2002). Un'altra coppa se l'è poi aggiudicata nel 1991 da dirigente dei Penguins.
Ha vinto il Jack Adams Award (il premio per il miglior allenatore NHL) nel 1977 e nel 1996: nel 1976-77 aveva stabilito il record di vittorie in una stagione (60), battuto poi nel 1995-96 (62).
Si è ritirato nel 2002, dopo la vittoria della nona Stanley Cup.